# Alannah Myles
Alannah Myles (* 25. prosince 1958, Toronto, Kanada) je kanadská zpěvačka a skladatelka. Její píseň „Black Velvet“ se stala celosvětovým hitem.

## Život a kariéra
Alannah vyrůstala v Torontu a Buckhomu. Její rodina vlastnila velkou farmu, kde se také naučila jezdit na koni. Svou první píseň napsala v osmi letech a nazvala ji Ošklivé zelíčko na zahradě. Píseň poté věnovala své sestře, se kterou se často škádlily.
Na rodinné farmě začala také její hudební kariéra. Prodala svého koně, aby si mohla koupit svou kytaru a mohla tak hrát po různých klubech a kavárnách.
Když jí bylo osmnáct začala vystupovat v jižním Ontariu. Posléze se setkala s Christopherem Wardem, se kterým vytvořila skupinu a přezpívali spolu písně například od Arethy Franklin, Boba Segera a The Pretenders.
Podařilo se jim se zviditelnit a některé písně, které zpívali jako kapela později zpívala Alannah na svých albech.
V roce 1989 vydala svou nejslavnější píseň „Black Velvet“, která dobyla téměř všechny přední příčky hitparád. I debutové album bylo velmi úspěšným, nejvíce se mu dařilo v rodné Kanadě.
V únoru 2005 spolu se švédskou skupinou K2 se zúčastnila semifinále Melodianfestivalu, který vybíral skupiny pro soutěž Eurovize. Jejich píseň „We Got It All“ ale propadla a skončila sedmá z osmi.

## Diskografie

### Singly
- Black Velvet
- Love Is

### Alba
- Alannah Myles (1989)
- Rockinghorse (1992)
- A-lan-nah (1995)
- A Rival (1997)
- Alanah Myles: The Very Best Of (1998)
- Black Velvet (2008)